# Sì, la vita è tutt’un quiz
Sì, la vita è tutt'un quiz ist ein Lied des italienischen Musikers Renzo Arbore & L'Orchestra Italiana aus dem Jahr 1988, das in Italien den zweiten Platz der Charts erreichte und dort für 16 Wochen blieb. In Deutschland erlangte es vor allem in einer Version von Hape Kerkeling unter dem Titel Das ganze Leben ist ein Quiz Bekanntheit und wurde auch dort zum Charterfolg.

## Hintergrund
Der im marsch- bzw. revueähnlich mit Bläsern komponierte Originalsong von Renzo Arbore fand seine Verwendung als Intro der Sendung Indietro tutta!, die von 1987 bis 1988 im italienischen Fernsehen ausgestrahlt wurde.

## Deutsche Version von Hape Kerkeling
Die deutsche Version ist dem Schlager ähnlich und wurde von Angelo Colagrossi, Achim Hagemann und Hape Kerkeling getextet. Hagemann und Kerkeling produzierten den Titel dabei auch. Im Vergleich zum italienischen Original wurde die Gesangsmelodie leicht abgewandelt und Strophentexte beigefügt. Erstmalig ist der Song als Mottolied für eine Folge von Total Normal veröffentlicht worden. 1991 wurde der Titel dann auch als Single ausgekoppelt und erlangte im September 1991 den siebten Platz der deutschen Singlecharts mit 24-wöchiger Verweildauer. Kerkeling sang den Song anschließend in Sendungen wie der ZDF-Hitparade oder Zimmer frei!